# Friedrich Christian Weber
Friedrich Christian Weber (zm. 17 sierpnia 1739) – niemiecki dyplomata w służbie Hanoweru i Wielkiej Brytanii, a także pisarz polityczny.

## Życiorys
Friedrich Christian Weber urodził się w Hanowerze. Podczas gdy Jerzy I Hanowerski został królem Wielkiej Brytanii w 1714, Weber reprezentował interesy brytyjskie w Rosji.
Jako dyplomata nie zanotował większych sukcesów, lecz napisał książkę mówiącą o tym jak Piotr Wielki zreformował Rosję na wzór zachodni. "Das veraenderte Russland", wydał w trzech tomach: I w 1721, II w 1739 i III w 1740.
Gdy powrócił z Rosji w 1719, jego "Das veraenderte Russland" przetłumaczono na język angielski i opublikowano w latach 1722-1723 jako "The Present State of Russia". Do tomu II Lorenz Lange dołączył wspomnienie z jego pierwszej podróży do Chin.

## Dzieła
- Das Veränderte Russland, in welchem die ietzige Verfassung Des Geist- und Weltlichen Regiments; der Krieges-Staat zu Lande und zu Wasser; Wahre Zustand der Rußischen Finantzen; die geöffneten Berg-Wercke; die eingeführte Academien, Künste, Manufacturen, ergangene Verordnungen, Geschäfte mit denen Asiatischen Nachbahren und Vasallen, nebst der allerneuesten Nachricht von diesen Völckern, Die Begebenheiten des Czarewitzen, und was sich sonst merckwürdiges in Rußland zugetragen, Nebst verschiedenen andern bißher unbekannten Nachrichten In einem Biß 1720. gehenden JOURNAL vorgestellet werden, Mit einer accuraten Land-Carte und Kupfferstichen versehen. Nicolaus Förster, Frankfurt 1721 (wersja online na stronie: LOC)